# سترزووتسه
سترزووتسه (به صربی: Strezovce) یک منطقهٔ مسکونی در صربستان است که در پریچو واقع شده‌است. سترزووتسه ۹٫۵۲ کیلومتر مربع مساحت و ۹۹۵ نفر جمعیت دارد.